# زويه فالديز
زويه فالديز (بالإسبانية: Zoé Valdés)‏ (2 مايو 1959، هافانا في كوبا)؛ كاتِبة وشاعرة كوبية.

## روابط خارجية
- زويه فالديز على موقع IMDb (الإنجليزية)
- زويه فالديز على موقع الموسوعة البريطانية (الإنجليزية)